# Garde côtière canadienne
Pour les articles homonymes, voir GCC et CCG.
La Garde côtière canadienne ou GCC (Canadian Coast Guard ou CCG en anglais) est la garde côtière du Canada. Elle est un organisme du gouvernement fédéral qui tombe sous la responsabilité du ministère des Pêches et Océans. La GCC est chargé de la recherche et du sauvetage en mer, de l’entretien des aides à la navigation (bouée, brise glaces, etc.), de la réponse en cas de déversements polluants (mazout, produits chimiques) et du ravitaillement des communautés arctiques isolées le long des 243 042 kilomètres de côtes du Canada.
La Garde côtière canadienne produit également la publication des Avis aux navigateurs qui informe les navigateurs des questions importantes touchant la sécurité de la navigation dans les eaux canadiennes. Cette publication électronique est publiée sur une base mensuelle et peut être téléchargée à partir du site des avis aux navigateurs (NOTMAR). L’information contenue dans les Avis aux navigateurs est formatée pour simplifier la correction des cartes marines en version papier et les publications maritimes.

## Histoire

### Formation
Un ensemble de ministères des colonies et la marine britannique s’occupaient à l’origine des différentes fonctions qu’occupe aujourd’hui la GCC avant la confédération canadienne. En 1867, à la suite de la naissance du Canada actuel, le gouvernement fédéral plaça entre les mains du ministère de la Marine et des Pêches la responsabilité du maintien des aides à la navigation (surtout les phares), de la sécurité maritime et du sauvetage en mer. Il laissa cependant quelques responsabilités de maintien des voies maritimes au Service des Canaux du ministère des chemins de fer du Canada.
Après la division du ministère de la Marine et des Pêches en deux, celui de la Marine prit la responsabilité de la protection des côtes. Après la Première Guerre mondiale, la Marine royale canadienne continuera ce rôle. En 1936, à la suite d'une réorganisation, le ministère de la Marine fusionna avec d’autres ministères pour donner le Ministère des Transports.
Après la fin de la Seconde Guerre mondiale, le développement rapide du commerce océanique, l’ouverture de la voie maritime du Saint-Laurent en 1958 qui augmentait le trafic vers les Grands Lacs et l’augmentation de la présence dans l’Arctique, le gouvernement fédéral décida de consolider tous les services offerts en une seule agence. Le premier ministre John Diefenbaker créera donc, le 28 janvier 1962, la Garde côtière canadienne à partir du service maritime du Ministère des Transports et des services de surveillance de la Marine Royale canadienne, dont le brise-glace Labrador. La responsabilité de la GCC revenant au Ministère des Transports.

### Les années de vaches grasses
Entre 1960 et 1980, la GCC vit une rapide expansion de son rôle et procéda au remplacement des navires désuets, à l’achat de douzaines de nouveaux navires, d’avions et d’hélicoptères. Ceux-ci furent construits au Canada autant que possible sous l’impulsion d’une politique d’achat au pays. De nombreuses bases furent créées dans les principaux ports des deux côtes et des Grands Lacs.
En 1965, le collège de la Garde côtière canadienne fut ouvert à la base navale de Point Edward, dans le port de Sydney, pour former les officiers de navigation et des machines dont la GCC avait besoin. En 1981, le collège fut déménagé à Westmount dans des installations plus modernes et plus grandes.

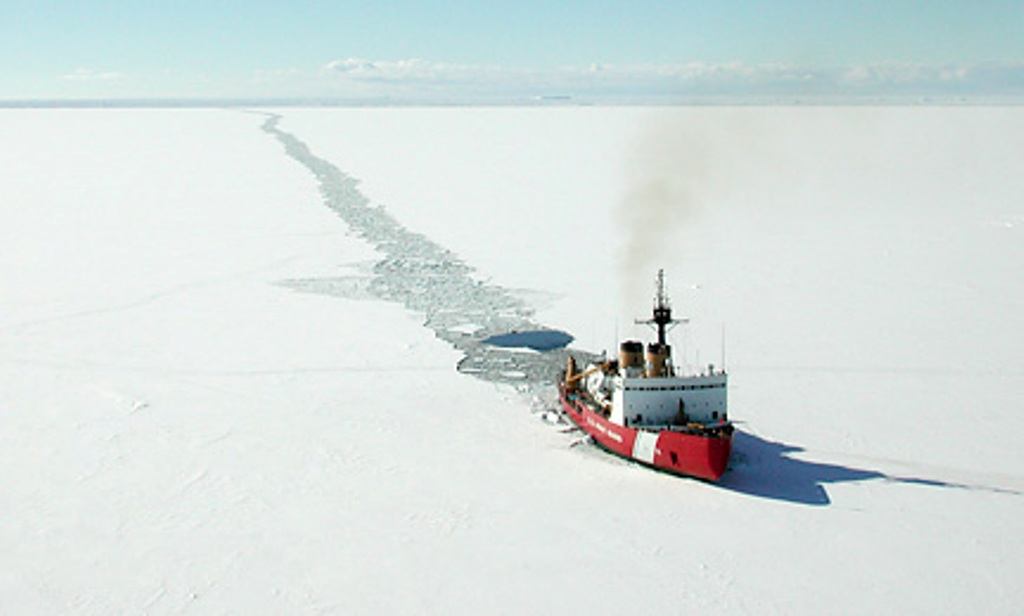
Photo du USCGC Polar Sea qui causa un incident diplomatique entre le Canada et les États-Unis.

 Durant le milieu des années 1980, le Canada entra dans une dispute avec les États-Unis sur la souveraineté des eaux arctiques. Ce dernier ayant toujours soutenu que ces eaux sont internationales au-delà des côtes des îles arctiques décida de faire traverser le Passage du Nord-Ouest entre le détroit de Davis et la mer de Beaufort par son brise-glace USCGC Polar Sea. Le gouvernement canadien accorda contre son gré la permission ne pouvant s’y objecter faute d’une présence suffisante.
Dans la foulée de cet incident, le premier ministre Brian Mulroney annonça la construction d’une série de brise-glaces (type Polar 8) pour assurer la souveraineté du Canada dans ces eaux. Ce projet fut abandonné à la fin de la décennie à cause des difficultés financières que commençait à éprouver le pays et au non-renouvellement d’un tel incident.
Durant les années 1990, les conditions budgétaires se sont détériorées et après la prise du pouvoir par les Libéraux de Jean Chrétien en 1993, la GCC fut un des secteurs où les compressions se firent sentir. Ses plus vieux navires furent retirés de la circulation sans renouvellement, les postes de contrôle de la navigation maritime du Saint-Laurent furent consolidés en un plus petit nombre, etc. Cependant, une partie de sa flotte de recherche et sauvetage fut modernisée en achetant des bateaux britanniques d’un type utilisé par la Royal National Lifeboat Institution (RNLI) et un navire de sauvetage pour les Grands Lacs du même type utilisé par la US Coast Guard.

### Structure administrative changeante
Depuis sa formation en 1962, la GCC était sous la responsabilité du Ministère des Transports du Canada (Transports Canada). Ce ministère promulgue les règles de sécurité et les règlements du transport maritime alors que la GCC a le rôle de les faire appliquer, en plus de maintenir les aides à la navigation et la recherche en mer.
Après le budget de 1994, la GCC et les lois qui la concernent furent placées sous la tutelle du Ministère des Pêches et Océans (Pêches et Océans Canada) afin de mettre sous une même autorité les deux grandes flottes du gouvernement canadien et ainsi diminuer les coûts. La GCC reçut donc alors la charge de maintenir le matériel et d’administrer la flotte de navires scientifiques et de patrouille du ministère des Pêches sans accroissement de ses budgets. En fait, ces budgets ont diminué en termes réels.
La GCC étant surtout un organisme de maintien de la navigation et de recherche en mer et le Ministère des Pêches un organisme pour faire respecter les lois des pêches, il était difficile de concilier ces deux missions dans certains cas. Par exemple, l’intervention d’un navire de la GCC aux yeux d’un pêcheur était elle pour sa sécurité ou la vérification de ses filets?
À la suite d'une étude, le premier ministre Paul Martin redonna en 2003 les responsabilités de réglementation du transport maritime, de la sûreté en mer et du contrôle de la pollution au Ministère des Transports tout en laissant à la GCC la charge de leur application. Finalement, le 4 avril, 2005, Pêches et Océans Canada fit l’annonce que la GCC devenait une agence gouvernementale, soit un organisme semi-indépendant du gouvernement sous sa responsabilité.
Cette nouvelle répartition des pouvoirs donne une plus grande liberté d’action à la GCC. Par exemple, tout le matériel, le personnel et les installations de la GCC sont sous la responsabilité unique du Commissaire de la Garde côtière canadienne. Antérieurement, les décisions de cette nature avaient à être approuvées par les autorités de chaque région de Transports Canada ou de Pêches et Océans Canada. La GCC assure toujours le soutien matériel et technique aux navires de recherches scientifiques et de police du Ministère des Pêches.
Cette réorganisation ne donne cependant toujours pas des pouvoirs d’agent de la paix qu’ont d’autres Garde-côtes. L’étude recommandait d’en faire une organisation paramilitaire du même type que la US Coast Guard, sous la responsabilité du Ministère des Transports avec des bateaux armés. Elle doit toujours faire appel à la Marine canadienne ou aux forces de police locale dans les cas de résistance de la part des personnes interceptées.

## Organisation

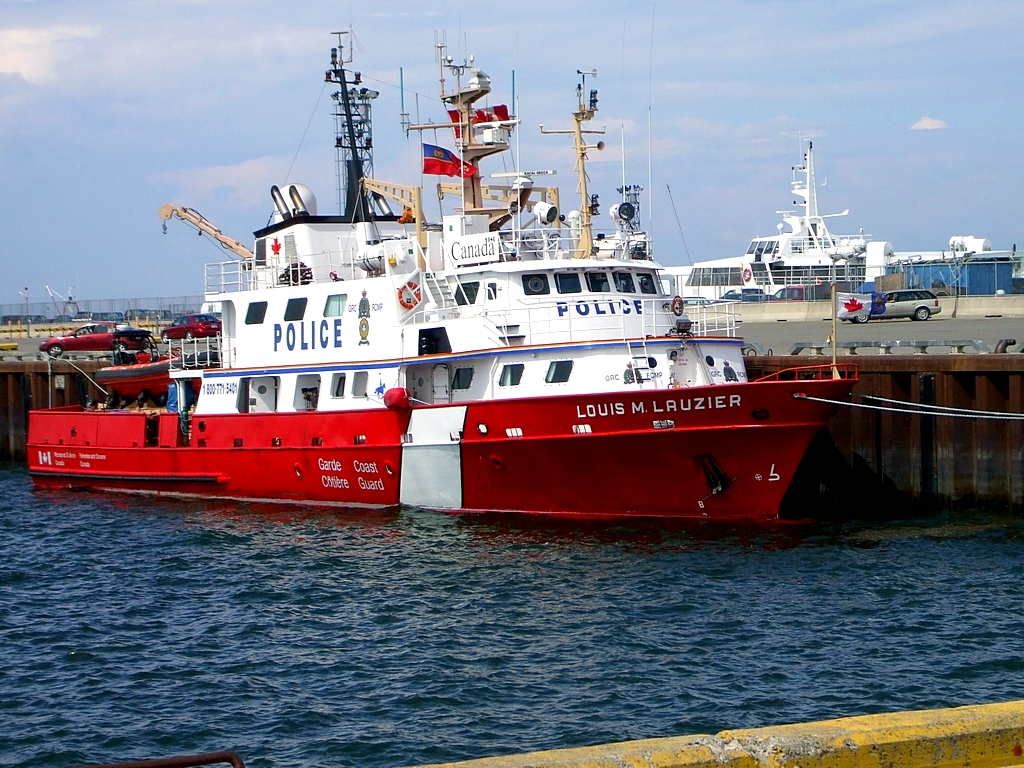
Le Louis. M. Lauzier navire de la GRC et la SQ sous les couleurs de la Garde côtière, à quai à Rimouski.

La GCC est une agence civile dont aucun membre n’a la fonction d’agent de la paix. Son personnel se charge donc à faire appliquer les règlements maritimes, l’entretien des aides à la navigation et le sauvetage en mer selon les cinq mandats suivants :
- sûreté maritime ;
- protection des milieux marins et d'eau douce ;
- facilitation du commerce, des échanges et de l'accessibilité maritime ;
- soutien des sciences maritimes ;
- soutien des priorités maritimes fédérales du Canada.

Le Commandement maritime des Forces armées canadiennes veille à la souveraineté des eaux canadiennes contre les intrusions, la Gendarmerie Royale Canadienne (GRC) est chargé de faire respecter les lois civiles en mer et la Police provinciale de l'Ontario (OPP) se charge du respect des lois sur les Grands Lacs du côté canadien. De même sur le fleuve Saint-Laurent, la Sureté du Québec (SQ) en collaboration avec la GRC, couvrent la grande région du Québec. Les officiers de Pêches et Océans Canada sont, eux, chargés d’arrêter les contrevenants aux lois des pêches. Les bâtiments de la GCC peuvent cependant servir à les transporter et être impliqués dans leur travail.

### Structure de commandement
La structure de commandement de la GCC est donc civile avec un Commissaire à sa tête, le même titre que le chef de la GRC. La GCC est divisée en 5 directions générales (janv. 2018) :
- Direction générale des Opérations,
- Direction générale des Services techniques intégrés,
- Direction générale des Exigences des programmes,
- Direction générale des Services de gestion intégrée des affaires (duquel se rapporte également le directeur exécutif du Collège de la GCC),
- Direction générale des Grands projets.

Elle se divise également en trois régions :
- Région de Atlantique
- Région Centrale et de l’Arctique
- Région de l'Ouest

La région de l'Atlantique qui a son bureau chef à St-John's, NL, couvre depuis 2013 les anciennes régions de Terre-Neuve et des Maritimes.
La région Centrale et de l'Arctique couvre l'ancienne région du Québec et celle du Centre et de l'Arctique depuis 2013 et son bureau chef se trouve à Montréal, Qc.
Par ailleurs, on retrouve une composante de la Garde côtière canadienne dans les Centres conjoints de recherche et sauvetage (JRCC) qui sont exploités par les Forces canadiennes. De plus la GCC exploite un centre secondaire de sauvetage maritime (MRSC) à partir de Québec. Ce centre se rapporte aux JRCC d'Halifax et de Trenton selon une répartition coupant le fleuve en deux zones au niveau de Cap à l'Aigle.
Exceptionnellement, l'effectif de la Garde côtière des JRCC de Victoria (BC), Trenton (ON) et de Halifax (NS), tout comme celui du Centre de sauvetage maritime de la Garde côtière (MRSC) de Québec (QC) se rapporte administrativement au Ministère des Pêches et Océans Canada et opérationnellement au Ministre de la Défense nationale (MDN).

### Bases maritimes
La GCC maintient des bases pour ses navires sur les côtes atlantique et pacifique du Canada ainsi que le long du Saint-Laurent, des Grands-Lacs et de certains autres lacs et rivières importants comme le lac Winnipeg et le fleuve Mackenzie. Aucune base maritime n’existe dans l’Arctique bien que ses brise-glaces y opèrent en été. Des avions sont également stationnés dans l’Atlantique et à Iqaluit, Nunavut pour y patrouiller en tout temps.

#### Région de l'Atlantique

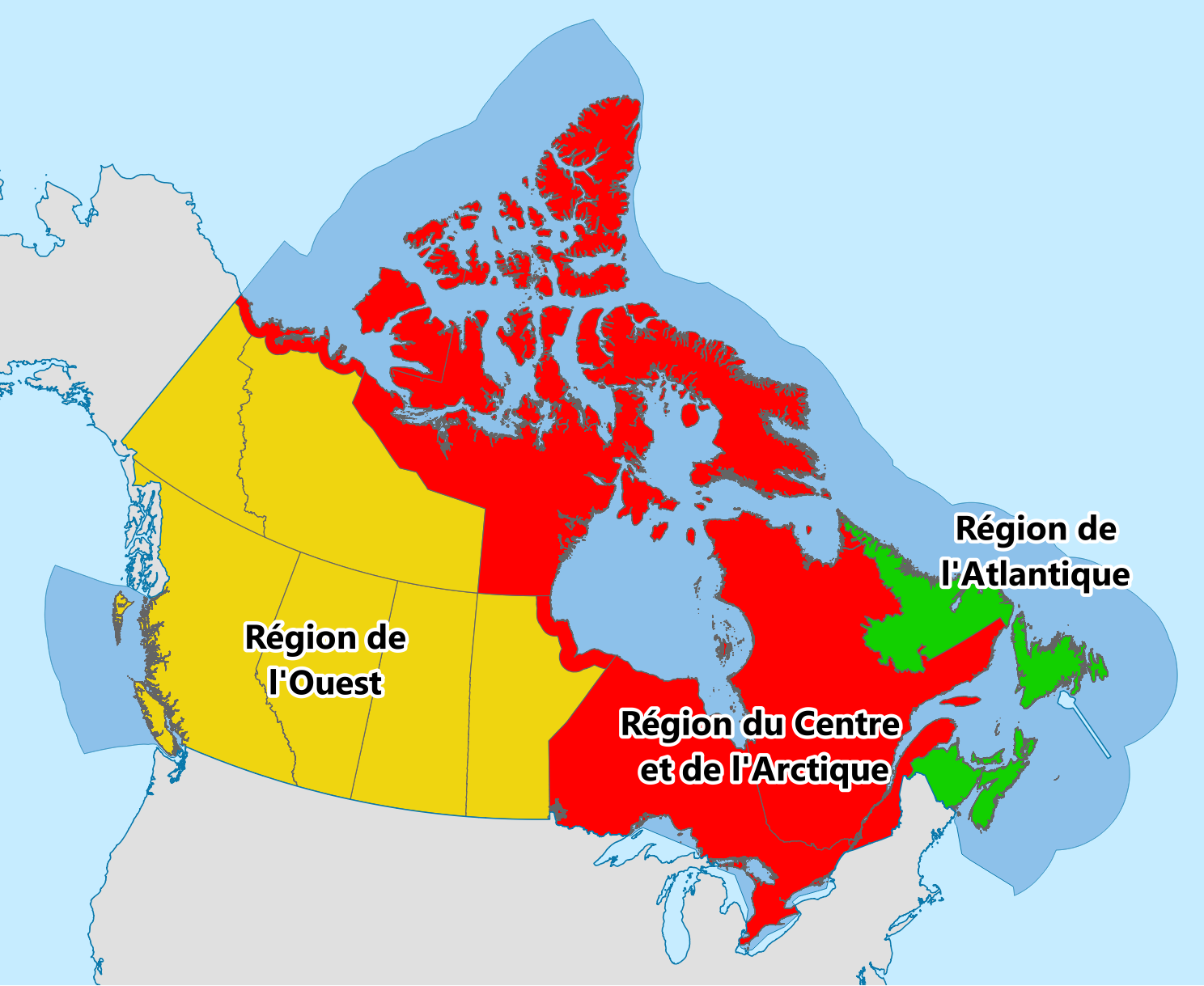
Les trois régions de la Garde côtière canadienne : la Région de l'Ouest, la Région du Centre et de l'Arctique et la Région de l'Atlantique.

- Base maritime de la GCC à Saint-Jean
- Station maritime de la GCC à Saint-Antony

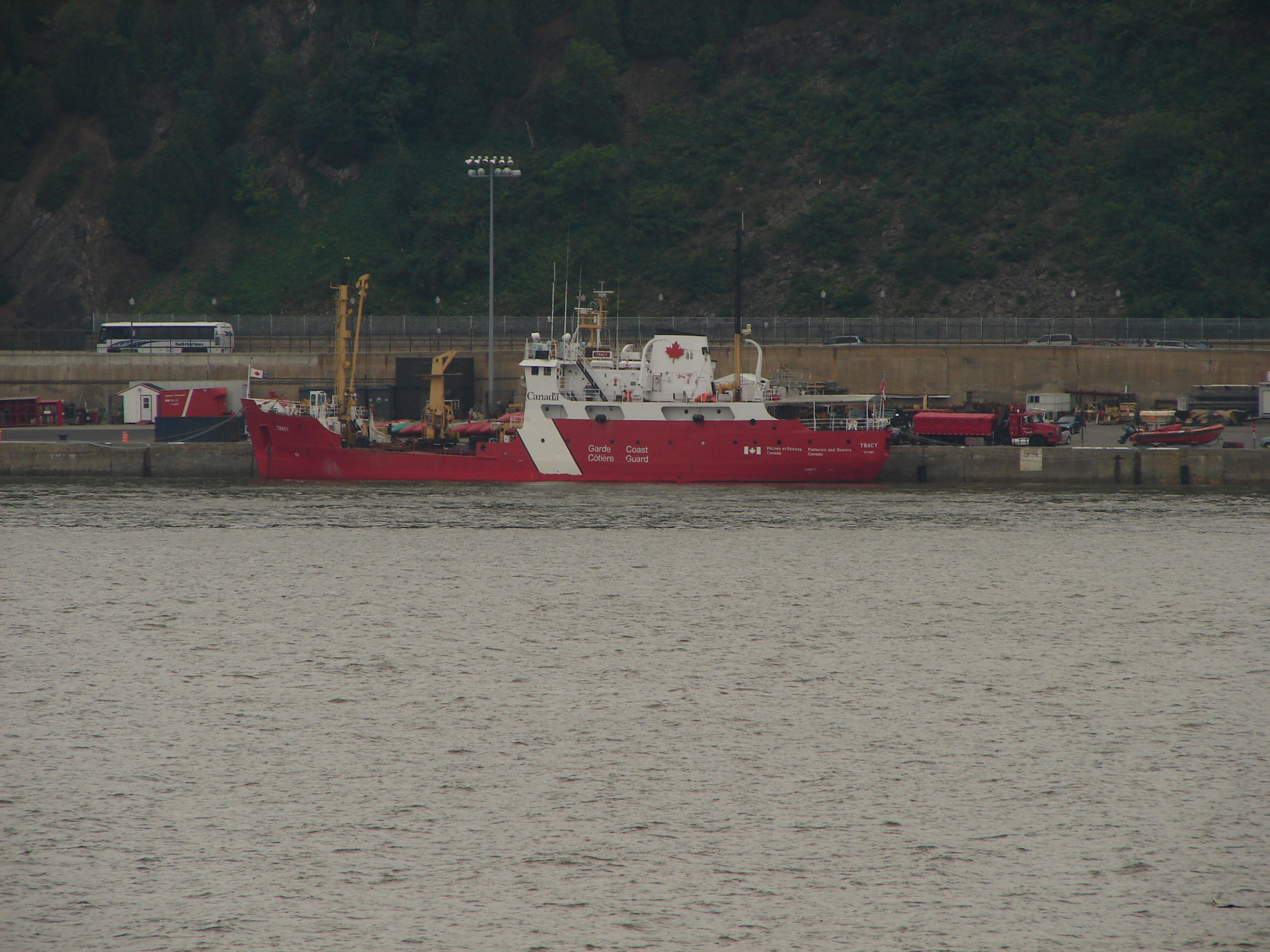
Brise-glace léger NGCC Tracy basé à Québec.

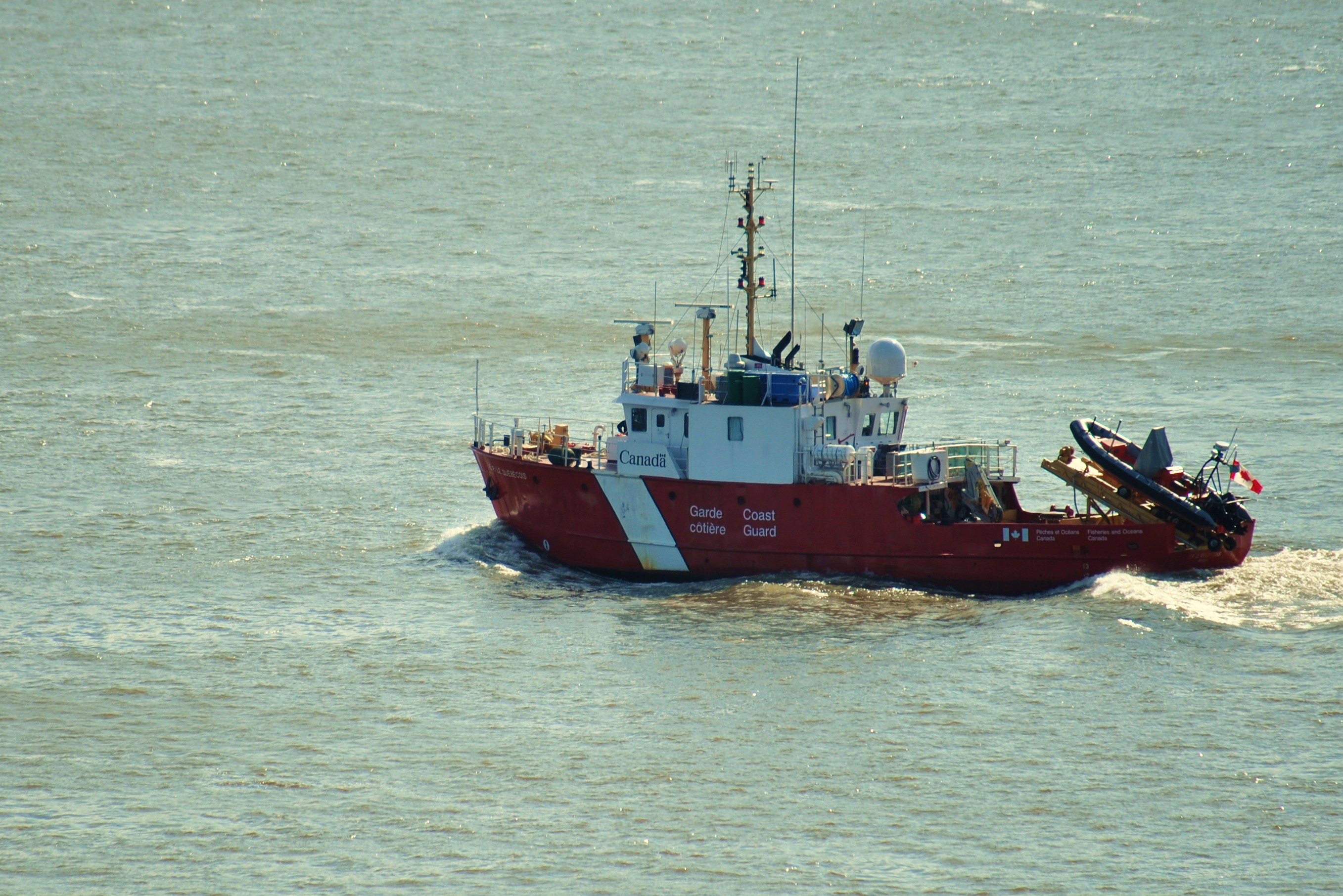
Le patrouilleur semi-hautier NGCC E.P. Le Québécois basé à Sept-Îles.

- Station maritime de la GCC Port au Choix
- Station maritime de la GCC Lark Harbour
- Station maritime de la GCC Burgeo
- Station maritime de la GCC Burin
- Base maritime de la GCC à Charlottetown (Île-du-Prince-Édouard)
- Base maritime de la GCC à Dartmouth (Nouvelle-Écosse)
- Base maritime de la GCC à Saint-Jean (Nouveau-Brunswick)
- Station maritime de la GCC à Shippagan (Nouveau-Brunswick)
- Station maritime de la GCC à Summerside (Île-du-Prince-Édouard)
- Station maritime de la GCC à Souris (Île-du-Prince-Édouard)
- Station maritime de la GCC à Louisbourg (Nouvelle-Écosse)
- Station maritime de la GCC à Bickerton (Nouvelle-Écosse)
- Station maritime de la GCC à Sambro (Nouvelle-Écosse)
- Station maritime de la GCC à Clark's Harbour (Nouvelle-Écosse)
- Station maritime de la GCC à Westport (Nouvelle-Écosse)

#### Région du Centre et de l’Arctique
- Base principale maritime de la GCC à Québec
- Base secondaire maritime de la GCC à Sorel-Tracy (Québec)
- Centre de sauvetage maritime de la GCC à Québec (MRSC QUÉBEC)
- Poste de sauvetage de la GCC à Tadoussac (Québec)
- Poste de sauvetage de la GCC à Havre-Saint-Pierre (Québec)
- Poste de sauvetage de la GCC à Rivière-au-Renard (Québec)
- Poste de sauvetage de la GCC à Cap-aux-Meules (Québec)
- Poste de sauvetage de la GCC à Kégaska (Québec)
- Base aéroglisseurs de la GCC à Trois-Rivières (Québec)
- Six postes de sauvetage estivaux de la GCC pour couvrir les Lac Saint-François, Lac des Deux-Montagnes, Lac Saint-Louis, Longueuil, Sorel-Tracy et Trois-Rivières
- Centre de communication et de trafic maritime (SCTM) à Rivière-au-Renard (Québec)
- Centre de communication et de trafic maritime (SCTM) aux Escoumins (Québec)
- Centre de communication et de trafic maritime (SCTM) à Québec (Québec)
- Centre des opérations régionales à Montréal (Qc)
- Base maritime de la GCC à Parry Sound (Ontario)
- Base maritime de la GCC à Prescott (Ontario)
- Base maritime de la GCC à Sarnia (Ontario)
- Base maritime de la GCC à Sault-Sainte-Marie (Ontario)
- Base maritime de la GCC à Thunder Bay (Ontario)
- Base maritime de la GCC à Iqaluit (Nunavut)
- Base maritime de la GCC à Hay River (Territoires du Nord-Ouest)
- Base maritime de la GCC à Selkirk (Manitoba)
- Base auxiliaire maritime de la GCC à Amherstburg (Ontario)
- Base auxiliaire maritime de la GCC à Kenora (Ontario)
- Station maritime de la GCC à Cobourg (Ontario)
- Station maritime de la GCC à Burlington (Ontario)
- Station maritime de la GCC à Port Dover (Ontario)
- Station maritime de la GCC à Tobermory (Ontario)
- Station maritime de la GCC à Meaford (Ontario)

#### Région du Pacifique
- Base maritime de la GCC à Victoria (Colombie-Britannique)
- Base maritime de la GCC à Seal Cove, Prince Rupert (Colombie-Britannique)
- Base maritime de la GCC à Patricia Bay, Sidney (Colombie-Britannique)
- Base maritime de la GCC PBS à Nanaimo (Colombie-Britannique)
- Station maritime de la GCC à Sea Island, Richmond (Colombie-Britannique)
- Station maritime de la GCC à Kitsilano, Vancouver (Colombie-Britannique)
- Station maritime de la GCC à Powell River, Powell River (Colombie-Britannique)
- Station maritime de la GCC à Ganges, Saltspring Island (Colombie-Britannique)
- Station maritime de la GCC à Tofino (Colombie-Britannique)
- Station maritime de la GCC à Bamfield (Colombie-Britannique)
- Station maritime de la GCC à Port Hardy (Colombie-Britannique)
- Station maritime de la GCC à Campbell River (Colombie-Britannique)
- Station maritime de la GCC à Bella Bella (Colombie-Britannique)
- Station maritime de la GCC à Sandspit (Colombie-Britannique)

### Flotte

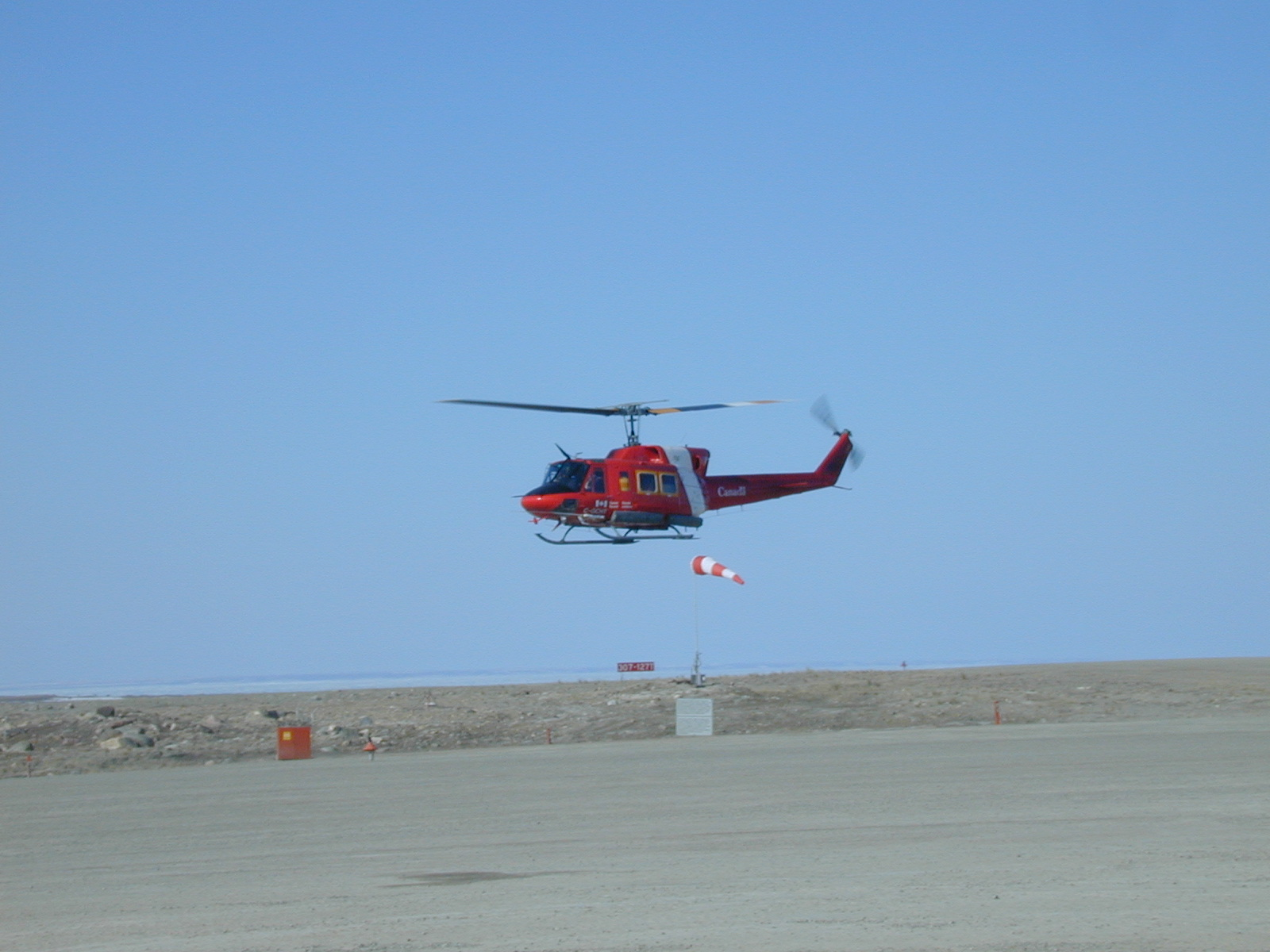
Hélicoptère Bell (B212) de la GC à Ikaluktutiak (Cambridge Bay), Nunavut.

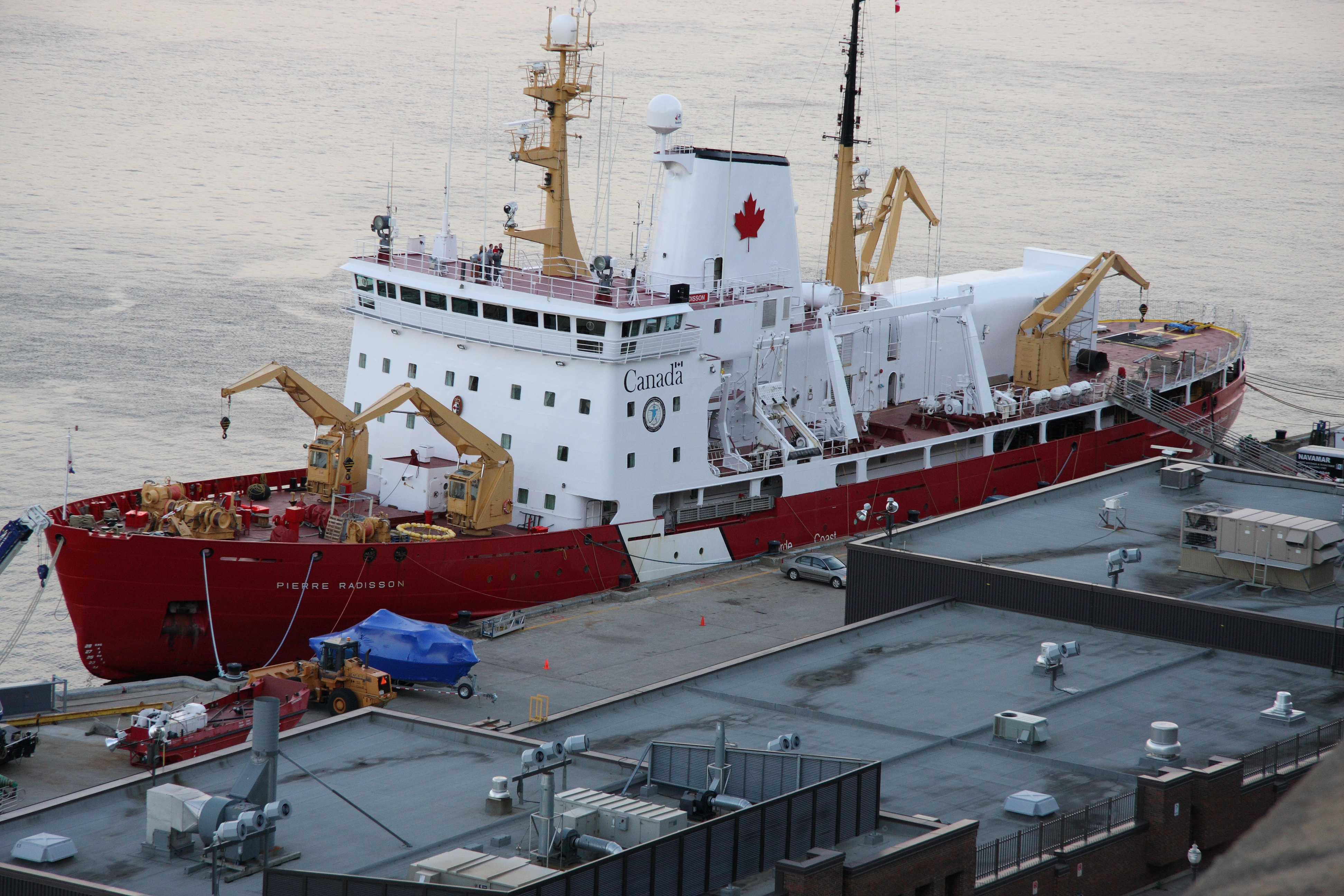
Le NGCC Pierre Radisson.

La direction de la flotte est responsable de tous les navires et équipements. La plupart de ceux-ci ont un équipage entre 5 et plus de 30 membres avec un personnel total de 2 000 garde-côtes. Tous les navires ont une coque rouge avec une bande blanche à un angle de 75 degrés (couleurs du Canada) de chaque côté et une superstructure blanche. Les navires de la recherche et sauvetage en mer ont eu une superstructure jaune dans les années 1980 pour les distinguer et améliorer leur visibilité mais aujourd’hui, ils ne se distinguent que par RESCUE-SAUVETAGE en gros sur la superstructure.
Le préfixe NGCC (Navire de la Garde Côtière Canadienne) précède le nom des navires de classe 100 et plus dans la correspondance officielle alors qu'on utilise le préfixe GC pour les petites unités. Les navires sont nommés selon des personnages historiques ou lieux très connus au Canada comme NGCC Martha L Black, NGCC Des Groseilliers, NGCC Pierre Radisson, NGCC Louisbourg et NGCC Louis M. Lauzier. Cependant, certains navires, comme ceux de la classe Hero, sont spécifiquement nommés pour honorer des membres de la Gendarmerie royale du Canada, de la Garde côtière canadienne, du ministère des Pêches et des Océans ou des Forces canadiennes qui se sont illustrés par un acte exceptionnel ou héroïque au cours de leur carrière, comme le NGCC Caporal McLaren MMV.
La flotte comporte des brise-glaces, des baliseurs, des navires hauturiers et fluviaux de recherche et de relevé, des navires multitâches, des patrouilleurs semi-hauturiers, des canots de sauvetage, des aéroglisseurs, des avions et des hélicoptères.
En mai 2019, les 26 principaux bateaux de la flotte affiche une moyenne d'âge de 38 ans. Pour plus de détails sur la flotte, voir les liens externes.
En août 2008, le premier-ministre canadien Stephen Harper annonce la construction d'un nouveau brise-glace, le NGCC Diefenbaker pour remplacer le NGCC Louis-Saint-Laurent. Il devrait coûter 720 millions de dollars et être opérationnel en 2017.
En mai 2014, dans le cadre du renouvellement de la flotte d’hélicoptères, 15 Bell 429 sont commandés pour 172 millions de dollars canadiens et livrables à partir de mai 2015.
Le NGCC Captain Molly Kool a été intégré à la flotte de la Garde côtière en décembre 2018. Il est le premier ajout à la flotte depuis 25 ans. Il est l’un des trois brise-glaces achetés par le Canada en Suède en août 2018 pour être rénovés au chantier Davie, au Québec, au coût de 610 millions de dollars. Les deuxième et troisième navires seront respectivement mis en service à la fin de 2019 et à l’été de 2020.

## Garde côtière auxiliaire
Les auxiliaires de la Garde côtière (Garde côtière auxiliaire canadienne ou GCAC) est une organisation sans but lucratif de volontaires qui assistent la GCC dans ses missions de recherche et sauvetage ainsi que dans le volet éducation au nautisme sécuritaire. Les membres sont des plaisanciers et des pêcheurs qui ont à cœur la sécurité sur l'eau. La GCC couvre leurs frais d'assurances, les coûts de carburant et autres dépenses encourues lorsqu'ils sont en mission de sauvetage. Les auxiliaires permettent à la GCC de couvrir des zones peu populeuses ou éloignées sans avoir à y maintenir une base permanente.